# جوش براونهيل
جوش براونهيل (مواليد 19 ديسمبر 1995) هو لاعب كرة قدم إنجليزي يلعب في مركز خط الوسط في نادي بيرنلي.

## روابط خارجية
- جوش براونهيل على موقع قاعدة بيانات كرة القدم.إي يو (الإنجليزية)
- جوش براونهيل على موقع Soccerbase.com (لاعب) (الإنجليزية)
- جوش براونهيل على موقع Soccerway.com (الإنجليزية)
- جوش براونهيل على موقع عالم كرة القدم.نت (الإنجليزية)